# Zbójca reglowy
Zbójca reglowy (Ocypus tenebricosus) – gatunek chrząszcza z rodziny kusakowatych i podrodziny kusaków.

## Taksonomia
Gatunek opisany został po raz pierwszy w 1846 roku przez Johanna L.C. Gravenhorsta pod nazwą Staphylinus tenebricosus. Jako miejsce typowe wskazano „Śląsk i Węgry”. Kombinację Ocypus tenebricosus podał jako pierwszy w 1887 roku Eduard Eppelsheim. W 1849 roku Ludwig Redtenbacher opisał z Wiednia Ocypus micropterus, którego najpierw Ernst Gustav Kraatz w 1857 roku zsynonimizował z Staphylinus brachypterus, a potem Ludwig Ganglbauer w 1895 roku z Staphylinus tenebricosus.

## Morfologia
Chrząszcz o wydłużonym ciele długości od 20 do 32 mm, porośniętym krótkim, przylegającym, brunatnoczarnym owłosieniem. Głowa jest czworokątna w zarysie, całkowicie czarna, delikatnie punktowana, matowa. W widoku grzbietowym skronie są znacznie dłuższe od oczu. Czułki są czarne z czarnobrunatnym ostatnim członem. Żuwaczki są stosunkowo krótkie i uzębione. Głaszczki wargowe mają człon ostatni pośrodku najszerszy i tam nieco szerszy niż przedostatni. Przedplecze jest matowoczarne, delikatnie punktowane, bez gładkiej linii pośrodkowej w przedniej części, nieco węższe od głowy, o niemal równoległych bokach i zaokrąglonych kątach. Punkty na głowie i przedpleczu są jednakowych wielkości, głębokie i okrągłe, na tym ostatnim rozstawione na odległości znacznie mniejsze od ich średnic. Pokrywy są czarne, o krawędziach bocznych niewiele krótszych niż przedplecze. Odnóża są czarne z czarnobrunatnymi stopami. Przednia ich para ma na goleniach duże, rzucające się w oczy kolce. Odwłok jest matowoczarny. Piąty tergit cechuje się brakiem błoniastej obwódki tylnego brzegu, a szósty nieznacznie rzadszym owłosieniem i punktowaniem niż poprzednie.

## Ekologia i występowanie
Owad ten zamieszkuje lasy, głównie w górach i na pogórzach, aczkolwiek sporadycznie i lokalnie znajdywany bywa też na nizinach. Chrząszcz edaficzny, bytujący w ściółce leśnej, wierzchniej warstwie gleby, pod kamieniami, wśród mchów i na starych owocnikach grzybów. Aktywny jest od wiosny do jesieni.
Gatunek palearktyczny, europejski, znany z Francji, Niemiec, Szwajcarii, Austrii, północnych Włoch, Łotwy, Polski, Czech, Słowacji, Węgier, Ukrainy, Rumunii, Słowenii, Chorwacji, Bośni i Hercegowiny, Serbii, Czarnogóry i Albanii. W Polsce znany z Sudetów, Karpat, południowej części wyżyn oraz Puszczy Augustowskiej.